# Sertão nordestino

Mapa das sub-regiões nordestinas: Meio norte Sertão Agreste Zona da Mata

O Sertão nordestino, também conhecido como sertão, é uma das quatro sub-regiões da Região Nordeste do Brasil, sendo a maior delas em área territorial. Estende-se pelos estados de Alagoas, Bahia, Ceará, Paraíba, Pernambuco, Piauí, Rio Grande do Norte e Sergipe. 
Ao contrário dos demais semidesertos do mundo, o sertão não margeia um grande deserto, mas sim zonas úmidas. Isso explica suas peculiaridades biomáticas e sua atipicidade demográfica. Compreende as áreas dominadas pelo clima tropical semiárido (quente e seco), apresentando temperaturas médias elevadas, entre 25 ºC e 30 °C (ultrapassando os 42 ºC nos dias mais quentes somente no Raso da Catarina na Bahia e no centro-sul do Piauí) e duas estações bem definidas: uma chuvosa e outra seca. As chuvas concentram-se em apenas três ou quatro meses do ano, e pluviosidade no Sertão atinge a média de 750 milímetros anuais, sendo que em algumas áreas chove menos de 500 milímetros ao ano.

## Etimologia
Há uma série de hipóteses sobre a origem da palavra Sertão, a maior parte delas situando seu aparecimento durante a colonização do Brasil pelos portugueses. A mais difundida delas sustenta que, ao saírem do litoral brasileiro e se interiorizarem, os colonizadores lusitanos perceberam uma grande diferença climática nessa região semiárida, vindo a referir-se a ela como "desertão", em função de seu clima quente e seco. Logo, essa denominação teria sido entendida como "de sertão", ficando apenas a palavra Sertão. 
Uma contestação à hipótese da corruptela de “desertão” é feita a partir da fonética, que reafirma a impossibilidade de sertão ser uma corruptela do latim desertanu por conta da inversão que esse caminho significaria do ponto de vista da lei do menor esforço, implicando em uma sonorização da oclusiva em oposição ao ensurdecimento, que seria a progressão mais natural.
O imortal da Academia Brasileira de Letras Gustavo Barroso também rejeitava essa hipótese e defendia que a origem da palavra estaria no termo muchitum, da língua mbunda de Angola, a qual significaria "local no interior". O termo teria sido adotado pelos colonizadores portugueses na forma de “mulcetão”, sendo posteriormente reduzido a “celtão” e “certão”, sendo posteriormente difundido pelo império ultramarino lusitano ao longo dos primeiros séculos de sua expansão.
Também é possível que, pelo contrário, o termo angolano tenha surgido a partir do contato com os portugueses, dado que a povoação de Sertã, em terras lusitanas, data de muito antes da época das grandes navegações. Segundo a lenda de origem local, a povoação teria sido fundada em 74 a.C. pelo general romano Quintos Sertório com o nome de “Sertaga”, corrompida em “Sartão”. Em uma ocasião em que tropas inimigas atacaram o assentamento, uma mulher teria se defendido dos soldados com uma grande sertãa, uma frigideira quadrada, salvaguardando a vila. A popularização da lenda e sua similaridade fonética com o nome do local teria feito com que essa palavra  também fosse utilizada, por extensão, para caracterizar os entornos dessa povoação, terras das mais interiores do território continental lusitano, vindo a ser posteriormente difundida como sinônimo de terras interiores por todo o nascente império português.

## História
No primeiro século de colonização, enquanto o foco da colonização portuguesa era a Zona da Mata nordestina, onde havia a extração de pau-brasil e, posteriormente, o ciclo do açúcar, o Sertão nordestino era uma terra ignota, desbravada apenas por sertanistas esperançosos de encontrar metais preciosos. Destaca-se a expedição de Belchior Dias Moreia, neto do náufrago Caramuru, que desbravou os sertões da Bahia e de Sergipe no final do século XVI e início do século XVII.
O gado bovino foi introduzido na Zona da Mata nordestina na administração do primeiro governador-geral do Brasil, Tomé de Sousa, e os bois serviam de tração animal para os canaviais e alimento. Com o passar das décadas, os rebanhos bovinos se multiplicaram e trouxeram transtornos às plantações de cana. Esse fator, somado às invasões holandesas, nas quais muitos dos pastos dos engenhos foram destruídos e muitos opositores ao domínio holandês tiveram que se refugiar no interior, e a rigidez social do ciclo do açúcar, que exigia apenas alguns trabalhadores livres, fez com que brancos, mamelucos, mulatos e negros dos núcleos litorâneos da Bahia e de Pernambuco se dirigissem para as Caatingas junto com o gado, como vaqueiros e ajudantes. A conquista de Sergipe, em 1590, permitiu que os criadores de gado baianos alcançassem e povoassem a margem direita do Rio São Francisco com currais.
Após a expulsão dos holandeses, houve um grande avanço na colonização do Sertão nordestino. Criadores de gado baianos e seus descendentes atravessaram o Rio São Francisco e povoaram o sertão de Pernambuco, o Piauí, o oeste da Bahia e a metade sul do Ceará, enquanto os criadores de gado pernambucanos e seus descendentes colonizaram a região do Planalto da Borborema, o Sertão Paraibano, o interior potiguar e a metade norte do Ceará. Os paulistas também participaram na colonização das caatingas nordestinas: o historiador Capistrano de Abreu disse que muitos paulistas que lutaram contra quilombos e revoltas indígenas no interior do Nordeste nunca regressaram a São Paulo e se fixaram nas regiões por eles conquistadas como fazendeiros.
Apesar de dispersa pelo Sertão e parte do Agreste, a pecuária foi responsável por povoar essas regiões, seguindo o curso dos seus rios, como o São Francisco, Jaguaribe, Piranhas–Açu, Apodi, Parnaíba, Itapicuru e Vaza-Barris, em cujas margens se concentravam as fazendas, sendo um importante fator de interiorização do povoamento do Brasil.
Os vaqueiros do Sertão miscigenaram-se continuamente com os indígenas locais, mas também houve forte hostilidade entre ambos, como na Guerra dos Bárbaros (1687-1720), ocorrida entre colonos e ameríndios nos sertões da Paraíba, Rio Grande do Norte e Ceará.
Nas Caatingas formou-se uma população que teve de se adaptar ao ambiente seco e isolado. Nos períodos chuvosos, os sertanejos plantavam, nos roçados, alimentos como milho, mandioca e feijão, e produziam leite e queijo. Além disso, o couro sempre esteve presente na vida do sertanejo e Capistrano de Abreu descreveu o estilo de vida simples e dependente desse material como “civilização do couro”. Abreu afirmou o seguinte sobre esse material, tão essencial para esse povo:
[...] De couro era a porta das cabanas, o rude leito aplicado ao chão duro, e mais tarde a cama para os partos; de couro eram todas as cordas, a borracha para carregar água, o mocó ou alforje para levar comida, a maca para guardar roupa, a mochila para milhar cavalo, a peia para prendê-lo em viagem, as bainhas de faca, as bruacas e surrões, a roupa de entrar no mato, os banguês para curtume ou para apurar sal; para os açudes, o material de aterro era levado em couros puxados por juntas de bois que calcavam a terra com seu peso. Em couro o sertanejo pisa o tabaco para o nariz.— ABREU, Capistrano de (1998). Capítulos de história colonial: 1500-1800 (PDF). Brasília: Conselho Editorial do Senado Federal. p. 135
As fazendas sertanejas, cujos donos, em grande parte, residiam no litoral, estavam sob o cuidado de vaqueiros, que ficavam com uma parte das reses como pagamento, normalmente um quarto do número total de cabeças após cinco anos de serviço. A mão-de-obra utilizada na pecuária nordestina era predominantemente livre, embora algumas regiões, como o Piauí, tenham se utilizado da mão-de-obra do africano escravizado em larga escala nessa atividade econômica.
Com a descoberta de ouro em Minas Gerais, as fazendas de gado sertanejas passaram a abastecer as jazidas de ouro com alimentos.
No final do século XVII e início do século XVIII, bandeirantes paulistas descobriram jazidas de ouro na região de Jacobina e nas regiões de nascentes dos rios Paramirim, de Contas e Brumado, o que trouxe para essas zonas desbravadores portugueses, baianos, paulistas e mineiros, além de africanos escravizados para trabalharem nas jazidas.
Nos séculos XVIII e XIX, foi uma atividade econômica do Sertão, associada à pecuária, o cultivo do algodão mocó, nativo da região e cujas fibras tinham ampla aceitação internacional, utilizando-se da mão-de-obra livre.
Na década de 1840, foram descobertas jazidas de diamante nas atuais Mucugê, Lençóis e Andaraí, o que levou para essa parte da Chapada Diamantina desbravadores de outras partes do Brasil, em grande parte antigos mineradores do Norte de Minas e do Sudoeste Baiano e comerciantes de Salvador e do Recôncavo Baiano, além de escravizados.
Entre 1877 e 1879, o Sertão foi afetado pela mais grave seca da sua história, a Grande Seca, cuja região mais afetada foi o Ceará.
Durante o Ciclo da Borracha, muitos sertanejos flagelados pela seca, sobretudo cearenses, migraram para os seringais amazônicos. Após a Segunda Guerra Mundial, com o aumento da industrialização, houve uma forte migração interna de sertanejos para a Região Sudeste do Brasil, sobretudo para as cidades de São Paulo e do Rio de Janeiro e seus arredores.
Na segunda metade do século XX, houve um desenvolvimento da agricultura irrigada na região do Vale do São Francisco, sobretudo na fruticultura. Mais recentemente, houve a expansão da fronteira agrícola para a região conhecida como MATOPIBA, de culturas como a soja, milho e algodão e a pecuária, o que tem gerado um grande desmatamento e expulsão de comunidades tradicionais nessa região.
Nos anos 2000, milhares de sertanejos abandonaram o Sudeste e retornam às suas regiões de origem. Além disso, nessa época se iniciaram as obras da Transposição do rio São Francisco.

## Geografia

### Clima

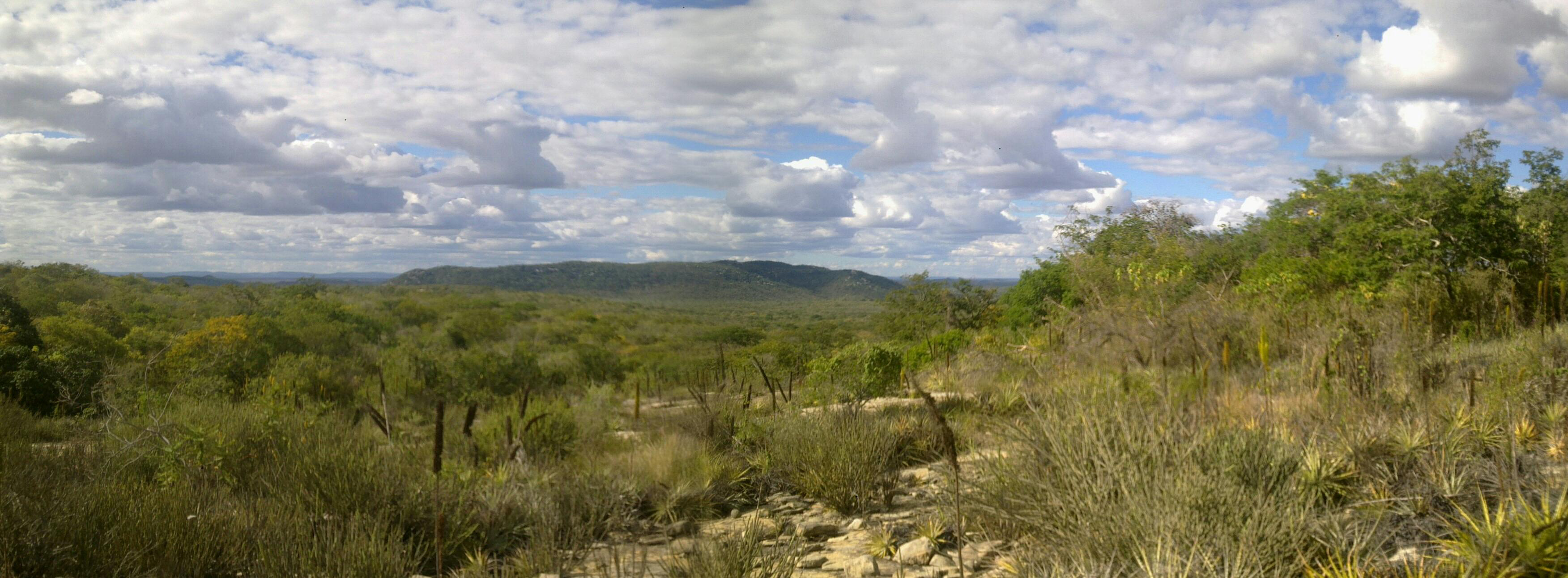
Savana-estépica, chamada no Brasil de caatinga, a vegetação predominante do sertão e também presente em parte do agreste

O clima predominante no Sertão nordestino é o tropical semiárido, caracterizado por uma temperatura média anual entre 25 e 30°C (chegando aos 42°C no centro-sul do Piauí e no Raso da Catarina) e pluviosidade média anual entre 400 e 700 mm, em alguns lugares alcançando 300 mm anuais ou até menos em outros até mais de 1000 mm anuais. As chuvas são irregulares e se concentram de três a cinco meses do ano - período conhecido como "inverno" -, no primeiro semestre.
As regiões da Serra do Espinhaço Baiana (incluindo a Chapada Diamantina), Chapada do Araripe, Serra da Ibiapaba, Maciço de Baturité e as serras da região de Triunfo possuem uma umidade maior do que o restante do Sertão.
Na região do Oeste Baiano, predomina o clima tropical semiúmido, caracterizado por ser mais regular e possuir duas estações bem definidas: um verão úmido e um inverno seco.
O Sertão é a sub-região que apresenta o menor índice pluviométrico de todo o país. A escassez e a distribuição irregular das chuvas nessa área devem-se, sobretudo, à dinâmica das massas de ar e, também à influência do relevo. Porém em certos anos, não ocorrem precipitações na época úmida do "inverno" e a estiagem pode se prolongar dando origem às secas.
Os mecanismos indutores de pluviosidade na região são a umidade da Amazônia, a Zona de Convergência Intertropical e as frentes frias que organizam instabilidades sobre o Sertão. Entretanto, observa-se a irregularidade na atuação desses sistemas meteorológicos devido a inúmeros fatores. Seu período chuvoso depende crucialmente da temperatura no Oceano Atlântico e da ocorrência dos fenômenos El Niño e La Niña. As áreas que apresentam menor pluviosidade estão localizadas no Submédio São Francisco, entre Bahia e Pernambuco, e nas escarpas do planalto da Borborema, nos estados de Pernambuco e Paraíba.

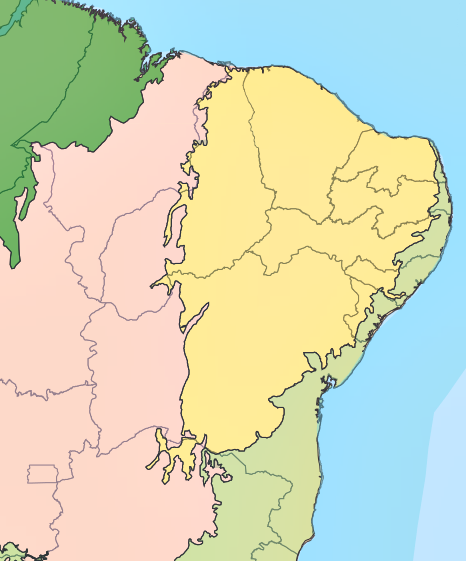
Biomas do Nordeste
Amazônia
Cerrado
Caatinga
Mata Atlântica
Marinho Costeiro

A ocorrência das secas está diretamente relacionada ao fenômeno do aquecimento das águas do Oceano Pacífico, nas proximidades da costa oeste da América do Sul, denominado El Niño. Esse aquecimento do Pacífico ocorre em períodos irregulares de três a sete anos, interferindo na circulação dos ventos em escala global, e consequentemente, na distribuição das chuvas no Sertão nordestino. Elas acarretam grandes prejuízos aos proprietários rurais, que perdem suas lavouras e criações, e à população em geral, que sofre com a falta de alimentos e água potável nessa sub-região do Nordeste. A área atingida pela seca equivale a três vezes o estado de São Paulo. As chuvas esporádicas e o auxílio emergencial não podem fazer esquecer a necessidade de se criarem alternativas eficazes para combater o problema. Uma alternativa para garantir água durante a seca na zona rural são as cisternas, com capacidade para 15 mil litros custa cerca de R$ 1,8 mil e podem abastecer uma família de cinco pessoas por sete a oito meses de estiagem.

#### Polígono das Secas
Com o propósito de facilitar ações  para combater as secas e amenizar os seus efeitos sobre a população sertaneja, o governo federal delimitou em 1951, o chamado Polígono das Secas.
Inicialmente, o Polígono abrangia cerca de 950 000 quilômetros quadrados, estendendo-se pelas áreas de clima semiárido. Entretanto, após a ocorrência de grandes secas, a área do Polígono foi ampliada, alcançando parte do estado de Minas Gerais, também atingido pelas estiagens.
Há uma maior incidência de secas ao norte do rio São Francisco do que ao sul, onde as chuvas são mais bem distribuídas ao longo da estação chuvosa.
Diversos órgãos do governo são responsáveis pelo combate às secas, especialmente o DNOCS (Departamento Nacional de Obras Contra as Secas), que coordena programas de irrigação, construção de poços artesianos e açudes, bem como outras funções, visando amenizar os problemas da população.

### Caatinga
A vegetação típica e predominante no Sertão Nordestino é a Caatinga, caracterizada por uma flora resistente às secas, composta por ervas, arbustos, cactáceas e árvores de pequeno forte, tortas, espinhentas e de folhas pequenas e caducas.

## Demografia

### Etnografia
A população do Sertão nordestino foi formada sobretudo pela mistura entre europeus e indígenas jês, com participação também do negro.

### Centros urbanos

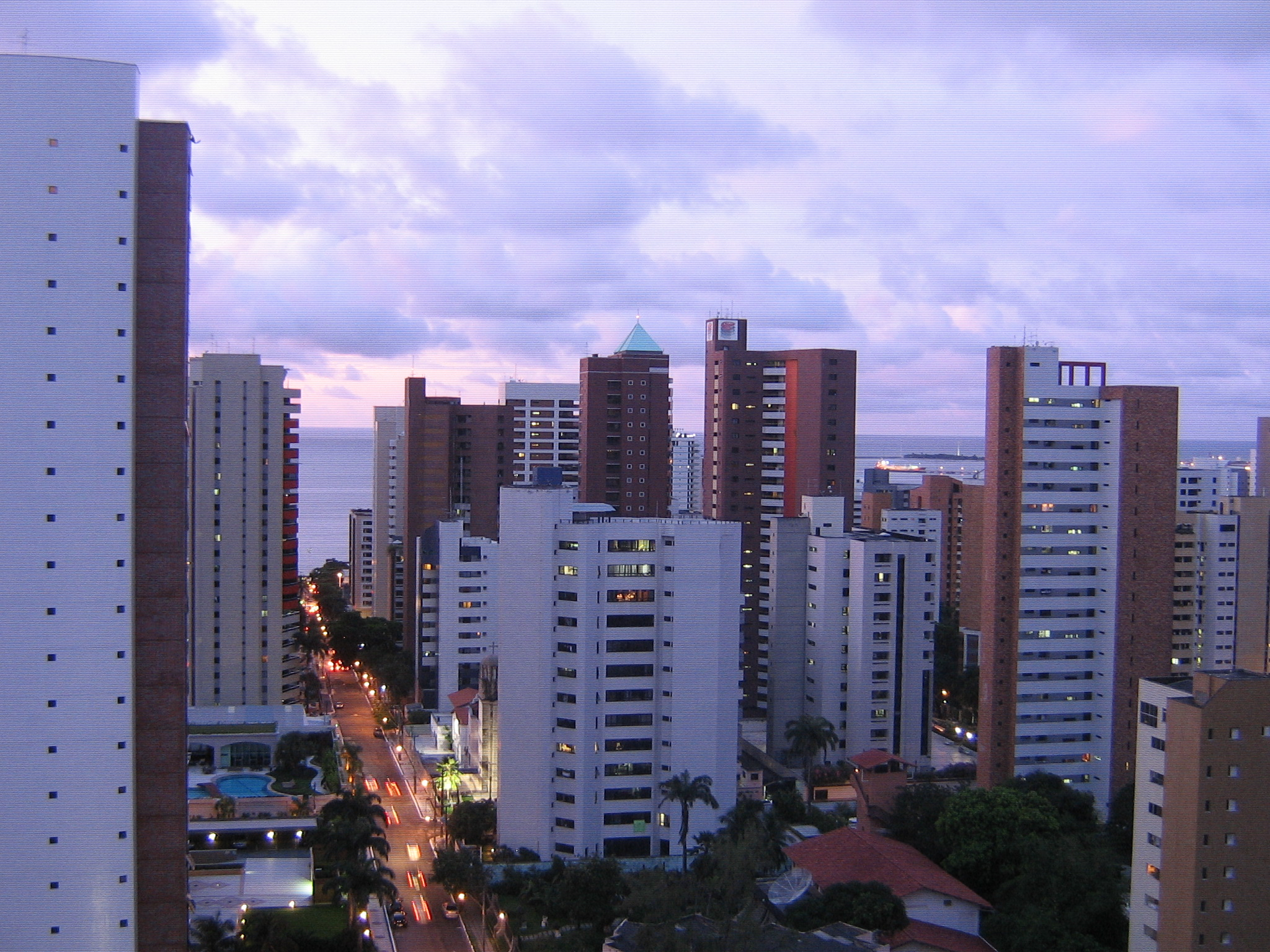
Fortaleza no Ceará é a única capital nordestina localizada na região geográfica do Sertão

Em contraposição ao conceito original, mapa da rede urbana triangular constituída ao norte do sertão brasileiro por Juazeiro (BA)-Petrolina (PE), Juazeiro do Norte (CE) e Sousa (PB).

O seu maior polo geopolítico e civilizacional fica na sua parte mais setentrional e costeira, ou seja, Fortaleza, que também é uma das nove capitais da região Nordeste.
Fortaleza é a metrópole regional da sub-região do sertão. Já outras cidades, como Mossoró (RN), Juazeiro do Norte (CE), Sobral (CE), Petrolina (PE), Juazeiro (BA) e Patos (PB), exercem papel de capitais e centros regionais.
O sertão também conta com importantes centros urbanos de menor influência como: Picos, Floriano, Pedro II, Oeiras e São Raimundo Nonato no Piauí; Crateús. Iguatu, Quixadá. Icó e Crato no Ceará; Caicó, Assu, Currais Novos e Pau dos Ferros no Rio Grande do Norte; Sousa, Cajazeiras e Pombal na Paraíba; Serra Talhada, Araripina e Arcoverde em Pernambuco; Delmiro Gouveia, Santana do Ipanema, São José da Tapera e Pão de Açúcar em Alagoas; e Paulo Afonso, Irecê e Jacobina na Bahia.

### Regiões metropolitanas
O sertão nordestino possui seis regiões metropolitanas oficiais, sendo a mais importante a Região Metropolitana de Fortaleza. Segue abaixo a população de cada uma. Os dados são de 2010.
| Posição | Região metropolitana      | Estado             | População |
| ------- | ------------------------- | ------------------ | --------- |
| 1       | Fortaleza                 | Ceará              | 3 610 379 |
| 2       | RIDE Petrolina e Juazeiro | Pernambuco e Bahia | 742 759   |
| 3       | Cariri                    | Ceará              | 537 860   |
| 4       | Patos                     | Paraíba            | 224 550   |
| 5       | Cajazeiras                | Paraíba            | 167 979   |
| 6       | Vale do Piancó            | Paraíba            | 146 605   |
| 7       | Sousa                     | Paraíba            | 117 083   |

## Cultura

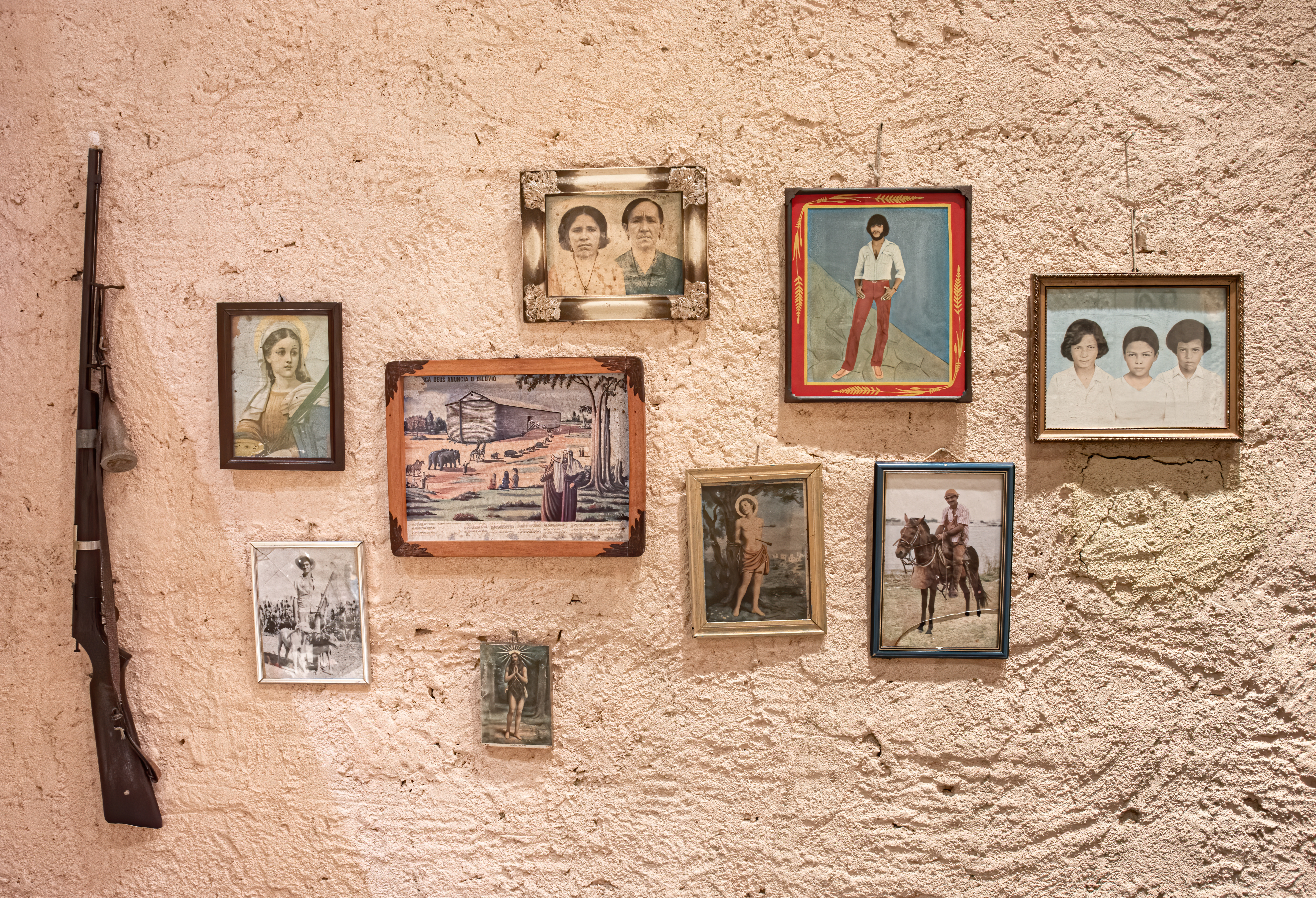
Sala de estar de casa rural no Nordeste brasileiro

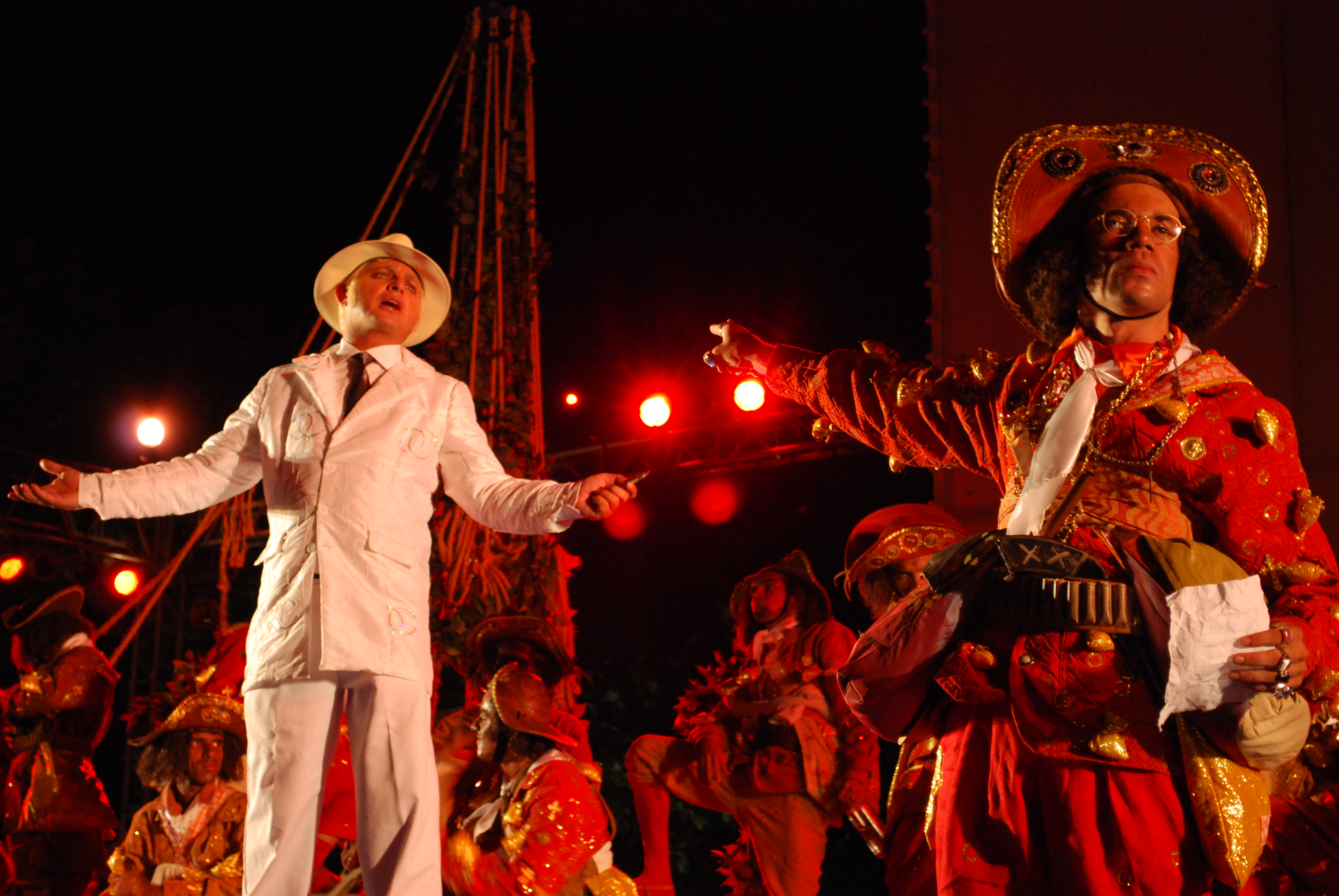
Espetáculo "Chuva de Bala" nos festejos juninos de Mossoró, Rio Grande do Norte

O sertão compete com a Zona da Mata pelos melhores carnavais da região. O mesmo ocorre com o São João, já que o Agreste possui os maiores, porém o sertão compete com muitos dos melhores festivais, dentre os quais se destacam o de Patos e Mossoró. No litoral semiárido, também existe a cultura do jangadeiro setentrional, tido como o arquétipo do cearense, mas que não reflete tanto o sertanejo meridional, sem litoral. O principal ritmo nativo do Sertão é o forró.
Muito embora não seja divulgado na grande mídia, a região do sertão é farta no tocante à cultura da poesia popular. É imensa a quantidade de pessoas com habilidade na arte da rima e no improvisar de versos. Através desses repentista, algumas canções tornaram-se conhecidas nacionalmente: como exemplo, a música "Mulher nova bonita e carinhosa", conhecida na interpretação da cearense Amelinha e do paraibano Zé Ramalho é de autoria do cantador repentista pernambucano, Otacílio Batista. Outro exemplo é a música "A volta da asa branca", de autoria de Zé Dantas, outro sertanejo pernambucano, da cidade de Carnaíba.
A cultura norte-mineira é uma das mais ricas do Brasil e se difere em cada região, mas se baseia em festas religiosas e folclóricas como levantamento de mastro e os famosos Catopês das Festas de Agosto em Montes Claros. Tem forte influência das lendas e crenças que rondam o Rio São Francisco nas cidades ribeirinhas como Januária, Pirapora, Manga entre outras. Na região do Grande Sertão Veredas, existe a forte tradição da Folia dos Três Reis Magos, que acontece todos os anos no início do ano: os foliões passam de casa em casa e são servidos pão de queijo feito no forno caipira, pinga e café. Uma grande festa na casa de um dos foliões ou devoto fecha a celebração. O vale do Jequitinhonha é também bastante rico culturalmente.